# Bedevaartskapel Sint-Michaël
De Bedevaartskapel Sint-Michaël is een katholieke bedevaartskerk op de Michelsberg in Bad Münstereifel, Noordrijn-Westfalen.

## Locatie
De kerk bevindt zich op de Michelsberg, een 588 meter hoge beboste vulkaankegel. De Romeinen gebruikten de plek al als strategisch uitzichtspunt. Vervolgens werd de plek tot aan de kerstening een plaats van rechtspraak en heidense godenverering. Het is het hoogste punt van Bad Münstereifel.

## Beschrijving

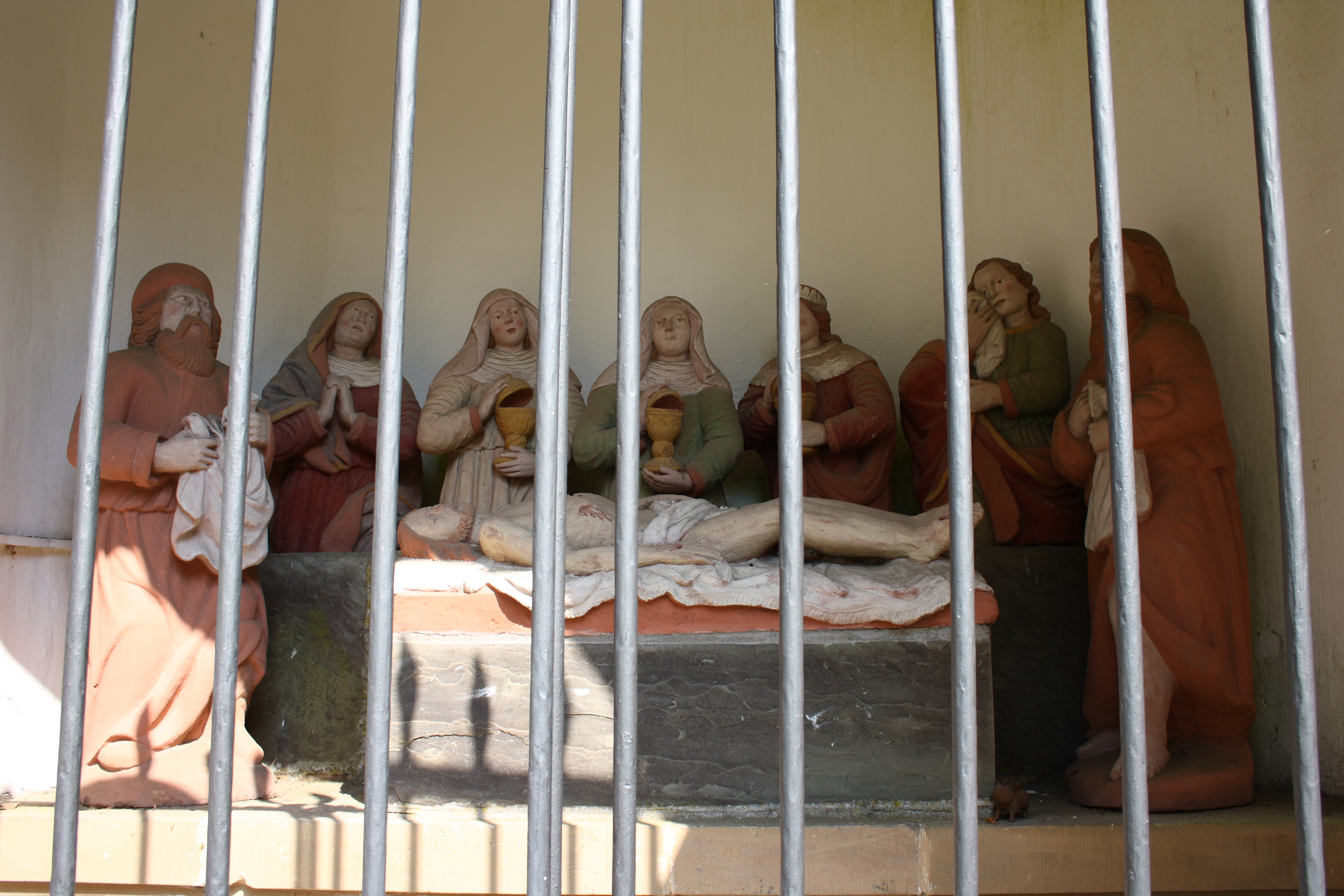
Grafleggingsgroep

De kapel werd rond 1500 gebouwd en is een beschermd monument. Het laatgotische koor met een netgewelf dateert uit 1500. Het rechthoekige kerkschip met een voorgeplaatste westelijke toren uit de late 17e eeuw werd na een brand in 1857 tot 1860 vernieuwd. Het uitzichtplatform en de spits van de toren stammen uit de jaren 1934-1935. Van de pastorie aan de torenkant bleef maar één verdieping bewaard. Aan deze kant bevindt zich ook een trap, die tot het portaal van de kerk leidt.
Aan de zuidelijke zijde van het koor werd in 1733 een sacristie heilig huisje gebouwd, waarin zich een grafleggingsgroep bevindt.